# Brabham BT42
O BT42 é o modelo da Brabham das temporadas de 1973 e 1974 da F1. 
Foi guiado por Ian Ashley, Andrea De Adamich, Carlo Facetti, Wilson Fittipaldi, Helmuth Koinigg, Gérard Larrousse, Lella Lombardi, Carlos Pace, Teddy Pilette, Carlos Reutemann, Rolf Stommelen, John Watson e Eppie Wietzes.